# Sauerbach (Herrieden)
Sauerbach ist ein Gemeindeteil der Stadt Herrieden im Landkreis Ansbach (Mittelfranken, Bayern). Sauerbach liegt in der Gemarkung Lammelbach.

## Geografie
Der Weiler liegt am Hechelschutzbach (früher auch Sauerbach genannt), einem rechten Zufluss der Altmühl, und am Esbach, der beim Ort als rechter Zufluss in den Hechelschutzbach mündet. 0,5 km südwestlich liegt das Langfeld, südöstlich grenzt das Wannenfeld an, 0,5 km nordwestlich liegt das Lachenfeld. Eine Gemeindeverbindungsstraße führt nach Leibelbach zur Kreisstraße AN 54 (1,5 km nordwestlich) bzw. an Winn vorbei nach Thann zur AN 55 (2,8 km östlich).

## Geschichte
Der Ort lag im Fraischbezirk des eichstättischen Oberamtes Wahrberg-Herrieden. 1802 gab es im Ort zwei Bauernhöfe und ein Hirtenhaus. Alleiniger Grundherr war das Hochstift Eichstätt (Kastenamt Herrieden: 2 Anwesen, Stiftskapitel Herrieden: 1 Anwesen).
Mit dem Gemeindeedikt (frühes 19. Jahrhundert) wurde Sauerbach dem Steuerdistrikt Heuberg und der Ruralgemeinde Lammelbach zugeordnet. Im Zuge der Gebietsreform in Bayern wurde Sauerbach am 1. Juli 1971 nach Herrieden eingemeindet.

### Baudenkmal
- Haus Nr. 2: Wegkreuz mit gusseisernem, gefasstem Kruzifix, 2. Drittel 19. Jahrhundert[7]

### Einwohnerentwicklung
| Jahr      | 001818 | 001840 | 001861 | 001871 | 001885 | 001900 | 001925 | 001950 | 001961 | 001970 | 001987 |
| Einwohner | 34     | 31     | 32     | 26     | 36     | *      | *      | *      | *      | 18     | 16     |
| Häuser    | 7      | 7      |        |        | 6      | *      | *      | *      | *      |        | 4      |
| Quelle    | [ 9 ]  | [ 10 ] | [ 11 ] | [ 12 ] | [ 13 ] | [ 14 ] | [ 15 ] | [ 16 ] | [ 17 ] | [ 18 ] | [ 1 ]  |

## Religion
Der Ort ist römisch-katholisch geprägt und bis heute nach St. Vitus und Deocar (Herrieden) gepfarrt. Die Einwohner evangelisch-lutherischer Konfession sind nach Christuskirche (Herrieden) gepfarrt.